# Klaus Mezger
Klaus Mezger (* 31. Januar 1958 in Deubach, Baden-Württemberg) ist ein deutscher Geologe mit dem Fachgebiet Geochemie/Geochronologie.

## Leben
Klaus Mezger begann nach dem Abitur 1978 in Bad Mergentheim mit dem Studium der Mineralogie und Geologie an der Julius-Maximilians-Universität in Würzburg. Nach dem Vordiplom war er von 1981 bis 1982 Visiting Graduate Student an der State University of New York in Albany.
Nach Erwerb des Diploms 1984 promovierte er 1989 an der State University of New York in Stony Brook. Er arbeitete zwei Jahre als Postdoc an der University of Michigan in Ann Arbor und wechselte 1991 an das Max-Planck-Institut für Chemie in Mainz. Nach Habilitation 1995 an der Johannes-Gutenberg-Universität, Mainz, erhielt er einen Ruf an die Westfälische Wilhelms-Universität zu Münster als Professor für Geochemie. Von 1997 bis 2009 leitete er dort das Zentrallaboratorium für Geochronologie. Seit 2009 ist er Professor für Geochemie an der Universität Bern in der Schweiz. Mezger ist seit 2010 Mitglied der Leopoldina und seit 2009 korrespondierendes Mitglied der Nordrhein-Westfälischen Akademie der Wissenschaften. 2015 wurde er in die Academia Europaea gewählt.

## Werk
Der Forschungsschwerpunkt der Arbeitsgruppe Klaus Mezgers liegt bei Methoden zur Altersbestimmung von Gesteinen mithilfe der Isotopengeochemie. Durch die hochpräzise Messung von Isotopenverhältnissen in Proben aus Meteoriten, Mondgestein und terrestrischen Materialien können geologische Prozesse bei der Entstehung der Erde entschlüsselt werden. So wurde die letzte große Meteoritenkollision der Erde, durch die auch der Mond entstand, auf 4,527±10 mya datiert. Auch die Bildungsdauer von Planetenkernen konnte auf 13 mya (Mars) bzw. 40 mya (Erde) festgelegt werden.
Für die Präzision seiner Datierungsmethoden wurde er 2006 mit dem Leibnizpreis ausgezeichnet.

## Auszeichnungen
- 1992 Heinz Maier-Leibnitz-Preis der Deutschen Forschungsgemeinschaft (DFG)
- 2006 Gottfried-Wilhelm-Leibniz-Preis der DFG
- 2016 Urey Award der European Association of Geochemistry